# Castello di Botestagno
Il castello di Botestagno o Podestagno (dal tedesco: Peutelstein) fu un fortilizio medievale che si ergeva sull'omonimo monte (1.513 m s.l.m.), situato nella valle del torrente Boite, qualche chilometro a nord di Cortina d'Ampezzo (a sud della località  Prà de Castel). Dell'intero complesso architettonico restano oggi soltanto poche rovine.

## Toponimo
Presumibilmente il suo nome deriva dal nome germanico  Boite-Stein, ovvero "roccia sul Boite".

## Storia

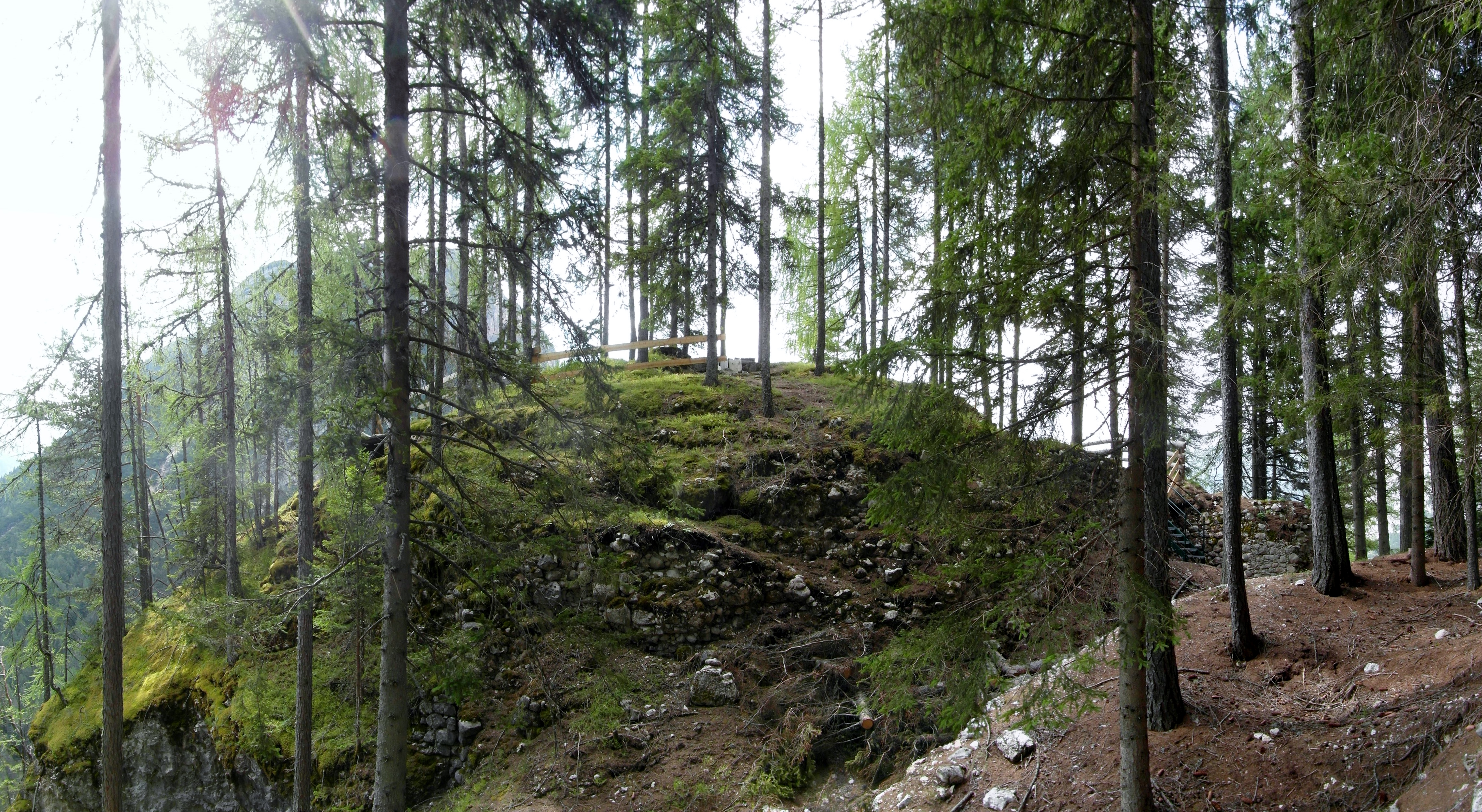
La collina dove sorgeva il castello

Si pensa che i primi a costruire un avamposto stabile a Botestagno siano stati i Longobardi nel corso del VII o VIII secolo, certamente con l'intenzione di dominare le tre valli che qui convergono: la Valle del Boite, che è la principale, la Val di Fanes e la val Felizon, ma più in generale il Veneto e il Tirolo. I Longobardi edificarono probabilmente un fortino in legno, fondamentale baluardo strategico sul passaggio obbligato della forra del Rio Felizon.
Esso viene menzionato per la prima volta in un documento come "locus qui dicitur Botestain in Cadubrio" nel 1175. Il primo vero nucleo in pietra della fortezza venne fatto costruire probabilmente verso il 1100 (forse dal patriarca Ulrico di Eppenstein), dopo che, nel 1077, l'imperatore Enrico IV aveva donato tutta la zona al potente Patriarcato di Aquileia. Grande importanza ebbero quindi i signori da Camino, che del Cadore e dell'Ampezzo fecero il proprio feudo. Sotto di loro, nel corso del XIII secolo, Botestagno divenne sede di un capitanato. Poiché il castello sorgeva proprio lungo la strada Regia di Alemagna, che collegava il Nordest italiano con il Sacro Romano Impero, divenne un fondamentale punto di ristoro per le carovane mercantili, e di riscossione di pedaggi per i da Camino.
La rocca rimase in mano ad Aquileia ma con due eccezioni: Ludovico il Bavaro (1340-1347) e Federico d'Asburgo (1412-1418).
Nel 1420 tutta la zona passò in mano alla Repubblica di Venezia, che stava vivendo il culmine della propria età dell'oro, attuando una politica di espansione sulla terraferma. Poco più di novant'anni dopo, il castello venne inglobato al Tirolo da Massimiliano I d'Asburgo, insieme a tutta la conca ampezzana (21 ottobre 1511). Da quel momento la fortezza fu sede dei luogotenenti asburgici, che ne furono gli ultimi proprietari. Ampezzo veniva definitivamente staccata dal Cadore e annessa al Tirolo come "Signoria di Botestagno" (Herrschaft Peutelstein). Venne restaurato una prima volta nel 1568 con l'aggiunta di nuove postazioni per i cannoni; nel 1618 venne completamente restaurata ed ingrandita anche la guarnigione, raggiungendo il proprio massimo splendore, nonostante fosse stato abbattuto il vecchio torrione. L'edificio era costruito su tre piani, con cappella, celle, cucina e cantine; camere con stube, alloggi e armeria. All'esterno vi dovevano essere anche fienili e stalle.
Con l'apertura del porto franco di Trieste (1719) e la deviazione del traffico di merci verso la pianura, tuttavia, l'utilità di Botestagno divenne sempre minore, fin quando i costi del suo mantenimento superarono quelli delle entrate. Nel frattempo Venezia aveva aperto nuove vie commerciali verso il Tirolo, passando per Sesto o per Misurina. Fu così che nel corso del XVIII secolo gli Imperatori d'Austria ordinarono l'abbandono della piazzaforte; l'ultimo capitano partì dal castello nel 1752 lasciando una guarnigione e nel 1782 fu messa all'asta per 500 fiorini. La prima andò a vuoto, allora fecero scendere il prezzo a 300 e venne acquistata dalla Magnifica Comunità d'Ampezzo l'anno seguente. Abbandonato dalla comunità, il castello divenne ben presto un rudere, tanto che nel 1794 si chiese, all'imperial regio comando, la licenza per abbatterlo.
Dopo gli ultimi marginali impieghi militari durante i fatti del 1809, ovvero durante la guerra di liberazione del Tirolo da parte degli Schützen, e del 1848, il castello venne man mano demolito a seguito dell'apertura della Strada d'Alemagna (1830) e fu, infine, definitivamente abbattuto nel 1867 dalla comunità di Cortina. Il pretesto fu che, a seguito dell'annessione del Veneto all'Italia del 1866, in caso di guerra con l'Italia non fosse usato a scopi bellici; in realtà la popolazione aveva mal sopportato per secoli la presenza della fortezza per tutti i soprusi che avevano dovuto subire.
Il Regio Esercito italiano nel 1915, durante il primo conflitto mondiale realizzò sul colle una serie di gallerie (tuttora presenti) con postazioni d'osservazione per artiglieria leggera e mitragliatrici e trincee, contribuendo alla definitiva demolizione del castello.

## Condizione attuale
La rocca di Botestagno si trova oggi all'interno del parco naturale delle Dolomiti d'Ampezzo e fino a pochi anni fa versava in uno stato di totale abbandono quasi completamente inghiottito dalla vegetazione.
In onore dei 500 anni della conquista dell'Ampezzo da parte dell'imperatore Massimiliano I (2011) i resti del castello sono stati restaurati e la zona in cui sorge disboscata. I ruderi sono visitabili dal pubblico.
Tra il 2013 ed il 2017, inoltre, i resti del castello sono stati soggetti ad accurate campagne di scavi archeologici. Dalle ricerche sono emersi oggetti di uso quotidiano, monete di varia epoca e provenienza, armi bianche e da fuoco.

## Curiosità e leggende

### El Gran Bracùn
Secondo una leggenda, raccolta in lingua ladina con traduzione italiana da Giovanni Alton, nel castello di Podestagno viveva una fanciulla bellissima di nome Maria, denominata anche Sidonia.

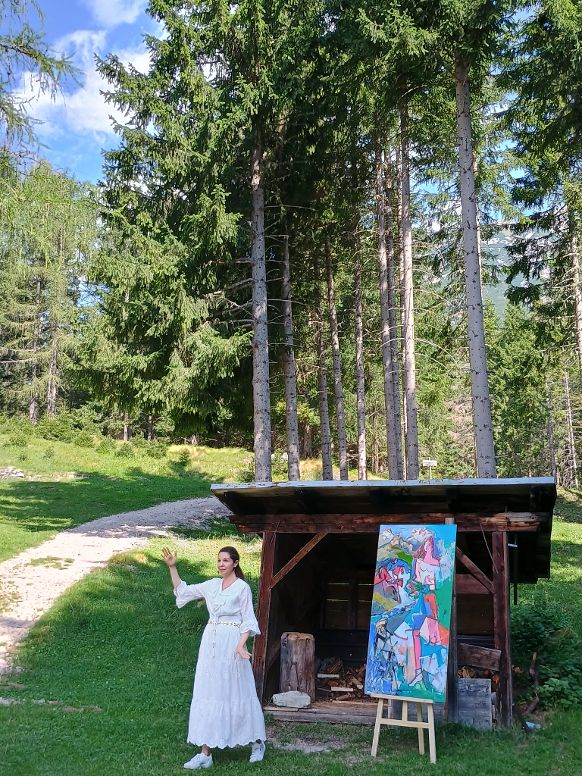
Presentazione della leggenda. Susy Rottonara interpreta Sidonia

   Di lei si era innamorato un cavaliere della val Badia soprannominato el Bracùn, che a cavallo la raggiungeva spesso. I proprietari dei pascoli, disturbati dal continuo passaggio, indebolirono un ponte, ma il Bracùn, fece fare al cavallo un grande balzo e superò l'insidia.

### Ra peza da sen
Nel più antico vestito femminile dell'Ampezzo, detto appunto a ra vecia (all'antica), un rigido panno di broccato copre il seno della donna che lo indossa. Stringendo dei cordoni, la peza si contrae facendo apparire meno voluminoso il petto della donna. Secondo la tradizione, questo espediente era stato sviluppato dalle ampezzane per sottrarsi allo ius primae noctis imposto dal castellano di Botestagno.

### El Cason de Castel
Poco a nord del castello si trova una piccola radura, dove il capitano Pietro da Cesena, giunto nell'Ampezzo nel 1430, decise di disboscare parte della Viza de Castel (oggi Prà de Castel) per costruirsi una sua casetta fuori dal castello che riteneva scomodo. Ancora oggi la radura e la casetta (detta in Ampezzano cason) esistono e sono proprietà delle Regole d'Ampezzo.

## Capitani

### Per il Patriarcato di Aquileia (1077-1420)
- 13??-13?? - Odorighello
- 1340-1340 - Tegen von Villanders
- 1341-1347 - Engelmar von Villanders

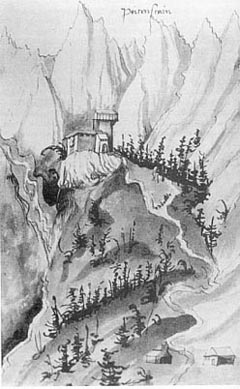
La rocca nel 1476.

- 13??-1370 - Simone
- 1370-1377 - Ziramorando
- 13??-13?? - Paolino
- 1395-1400 - Franceschino
- 1400-1412 - Vismero
- 1412-1418 - Giovanni di Trefen
- 1418-1421 - Wolfgang di Trefen

### Per la Repubblica di Venezia (1420-1511)

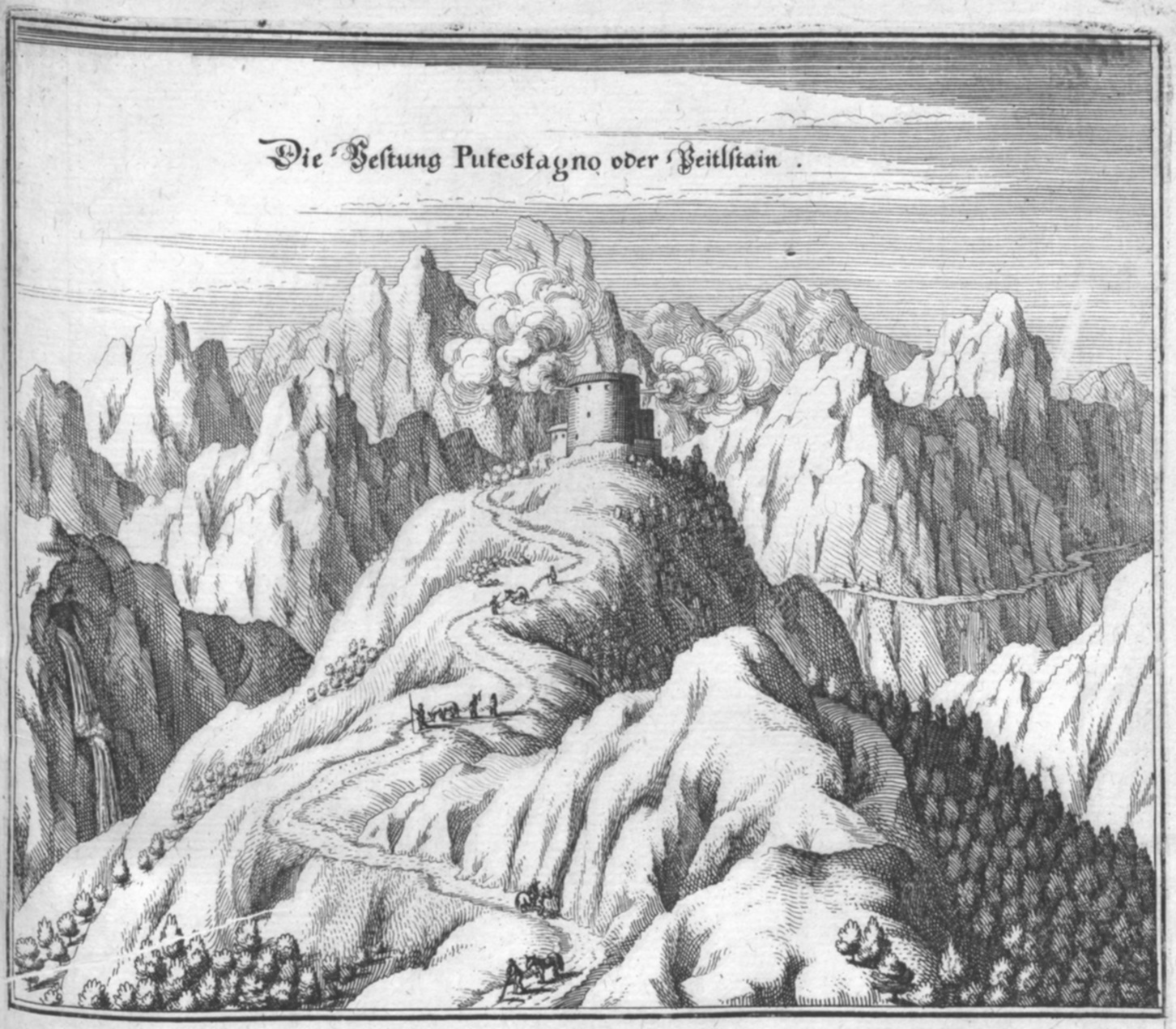
Il castello in una stampa del XVII secolo.

- 1421-1424 - Andrea da Cesena
- 1424-1442 - Pietro da Cesena
- 1442-1448 - Daniele Malipiero
- 1451-1455 - Domenico Contarini
- 1458-1464 - Giovanni Pasqualigo
- 1465-1466 - Nicolò Donà
- 1467-1470 - Angelo Gradenigo
- 1470-1473 - Marco Loredan
- 1473-1476 - Gerolamo de Cavalli
- 1476-1479 - Andrea Pasqualigo
- 1479-1486 - Michele Memmo
- 1486-1488 - Trevisan
- 1488-1491 - Paolo Loredan
- 1491-1493 - Luigi de Priuli
- 1493-1494 - Giorgio Ferro
- 1494-1496 - Gerolamo Valier
- 1496-1499 - Francesco Foscarini
- 1499-1502 - Michele Lion
- 1502-1504 - Marco Antonio Marcello
- 1504-1505 - Giovanni Bondumier
- 1505-1507 - Alessandro Bon
- 1507-1509 - Giovanni Michiel
- 1510-1511 - Nicolò Bolani

### Per il Sacro Romano Impero Germanico (1511-1752)
- 1511-1511 - Giorgio Strenuo da Zara
- 1511-1515 - Marx Sittich von Ems
- 1515-1523 - Cristoph Herbst
- 1523-1525 - Jakob von Thun
- 1525-1538 - Cristoph Herbst
- 1538-1541 - Kaspar Künigl
- 1541-1576 - Bernhard Künigl
- 1576-1581 - Baldasar Schrottenpach
- 1582-1589 - Michael Prugger
- 1590-1594 - Georg Recordin
- 1594-1618 - Hans Joachim von Winkelhofen
- 1618-1643 - Hans Cristoph von Winkelhofen
- 1643-1648 - Ferdinand Pischl
- 1648-1654 - Franz Wilhelm von Haidenreich
- 1654-1659 - Georg Leopold von Haidenreich
- 1659-1685 - Cristoph I von Winkelhofen
- 1685-1714 - Cristoph II von Winkelhofen
- 1714-1733 - Anton Ludwig von Winkelhofen
- 1734-1752 - Franz Philipp von Winkelhofen

## Accessibilità
Due sono i percorsi possibili per giungere a Botestagno:
- seguendo la statale 51 d'Alemagna in direzione Dobbiaco, si giunge nei pressi della casa cantoniera da sud-ovest, subito dopo il ponte superiore del Felizon. Si prende poi il sentiero n. 201 del parco;
- seguendo la statale 51 d'Alemagna in direzione Dobbiaco, poco prima del ponte superiore del Felizon (km 110), si giunge ai prati di Prà de Caštel per il sentiero Ra Curta.

Poco a nord del castello si trova ancora oggi una piccola radura, dove il capitano Pietro da Cesena giunto nell'Ampezzo nel 1430 decise di disboscare parte del Bošco de Caštel (oggi Prà de Caštel) per costruirsi una sua casetta fuori dal castello che riteneva scomodo.

## Galleria d'immagini

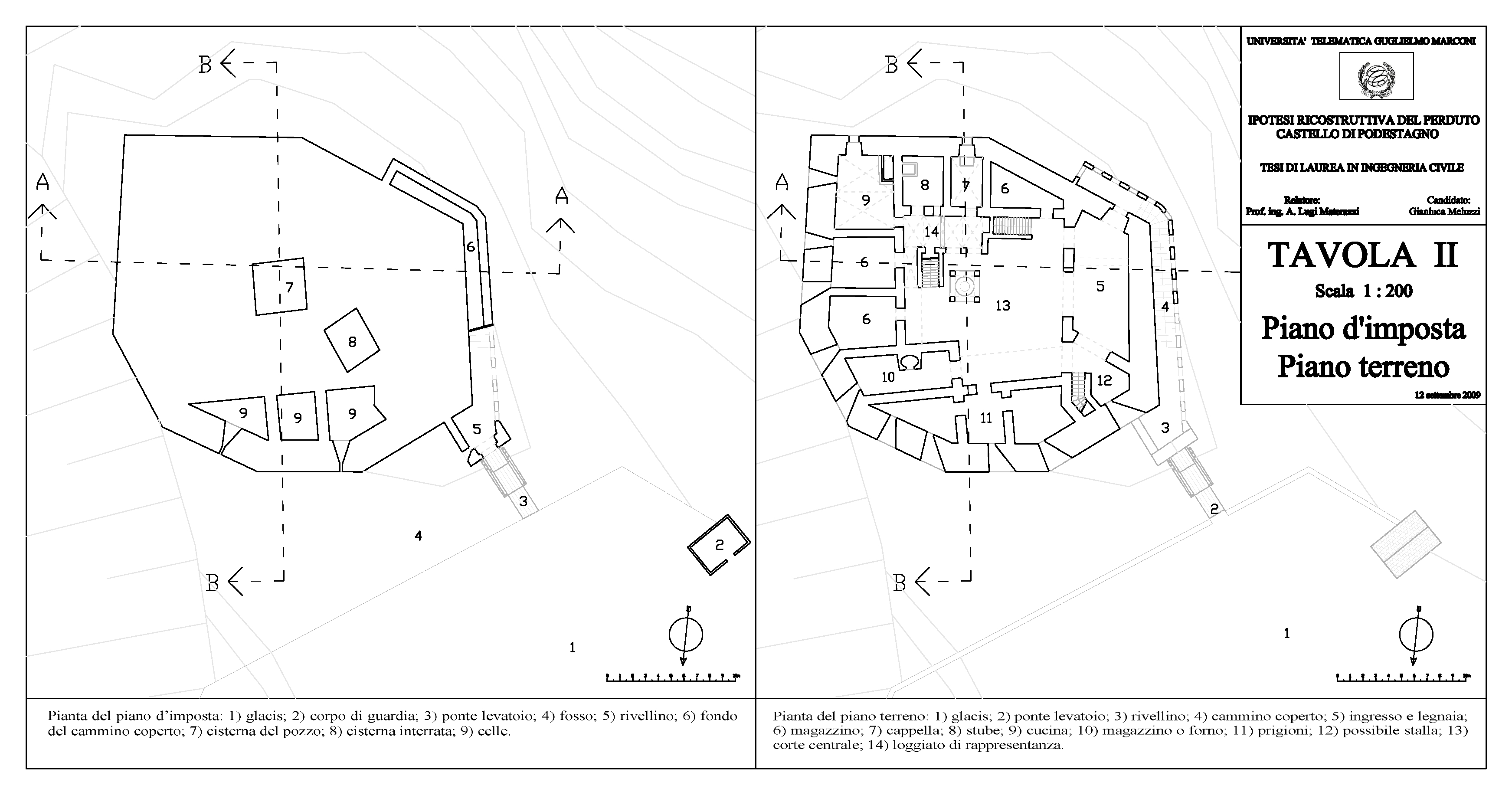
Ipotesi ricostruttiva, Gianluca Meluzzi, Università Guglielmo Marconi, Roma 2009.

## Note

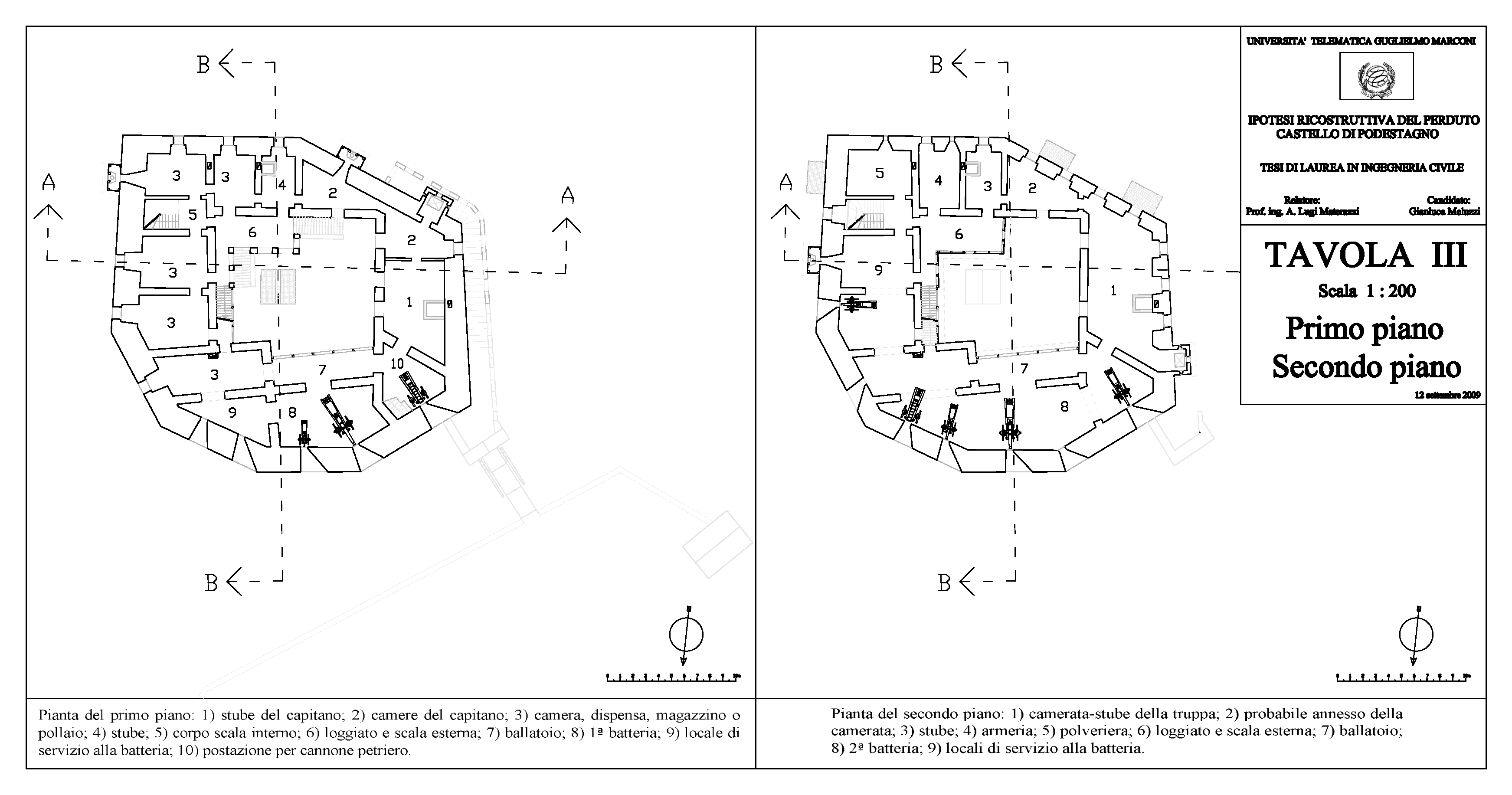
Ipotesi ricostruttiva, Gianluca Meluzzi, Università Guglielmo Marconi, Roma 2009.

## Bibliografia

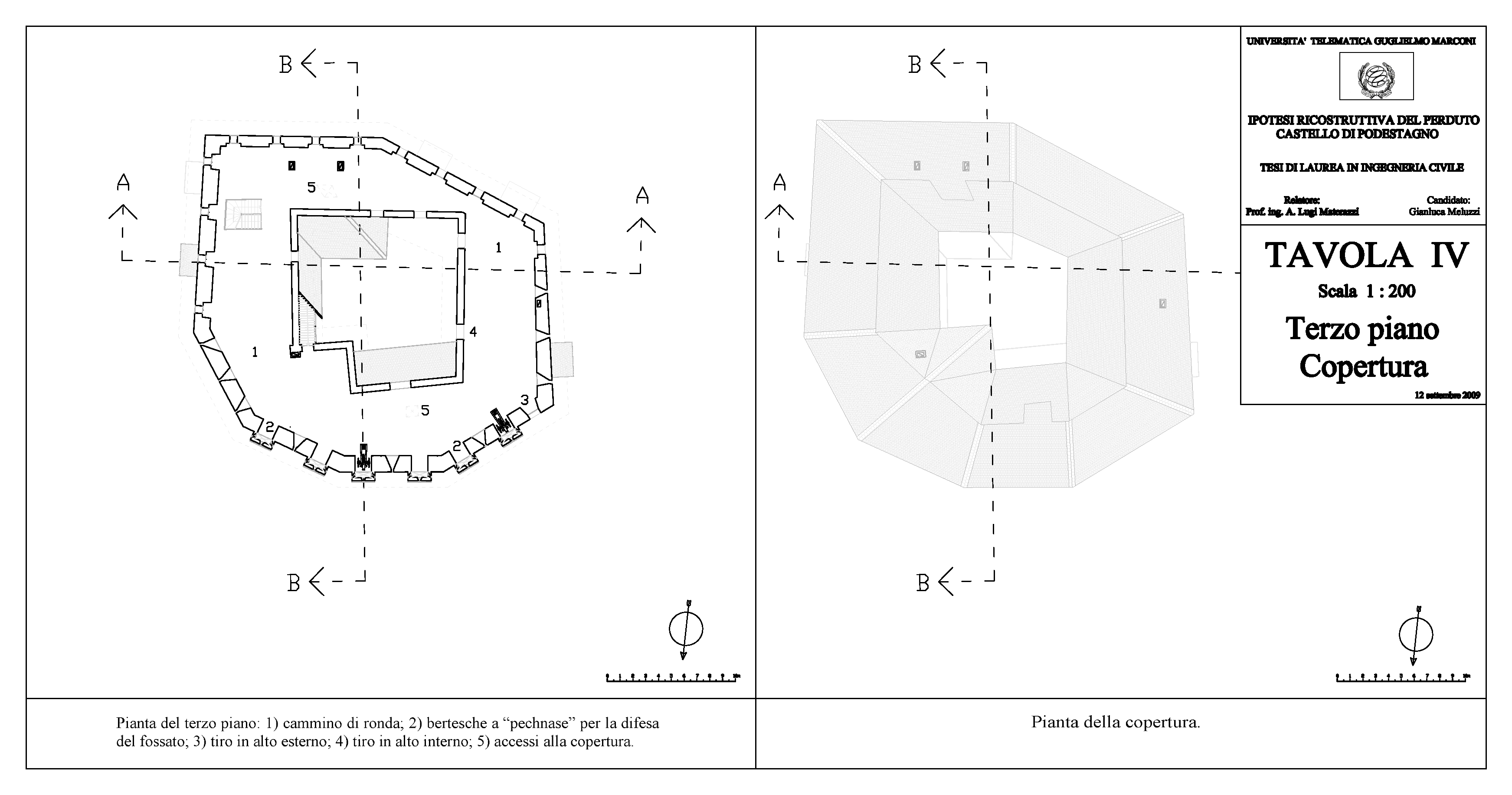
Ipotesi ricostruttiva, Gianluca Meluzzi, Università Guglielmo Marconi, Roma 2009.

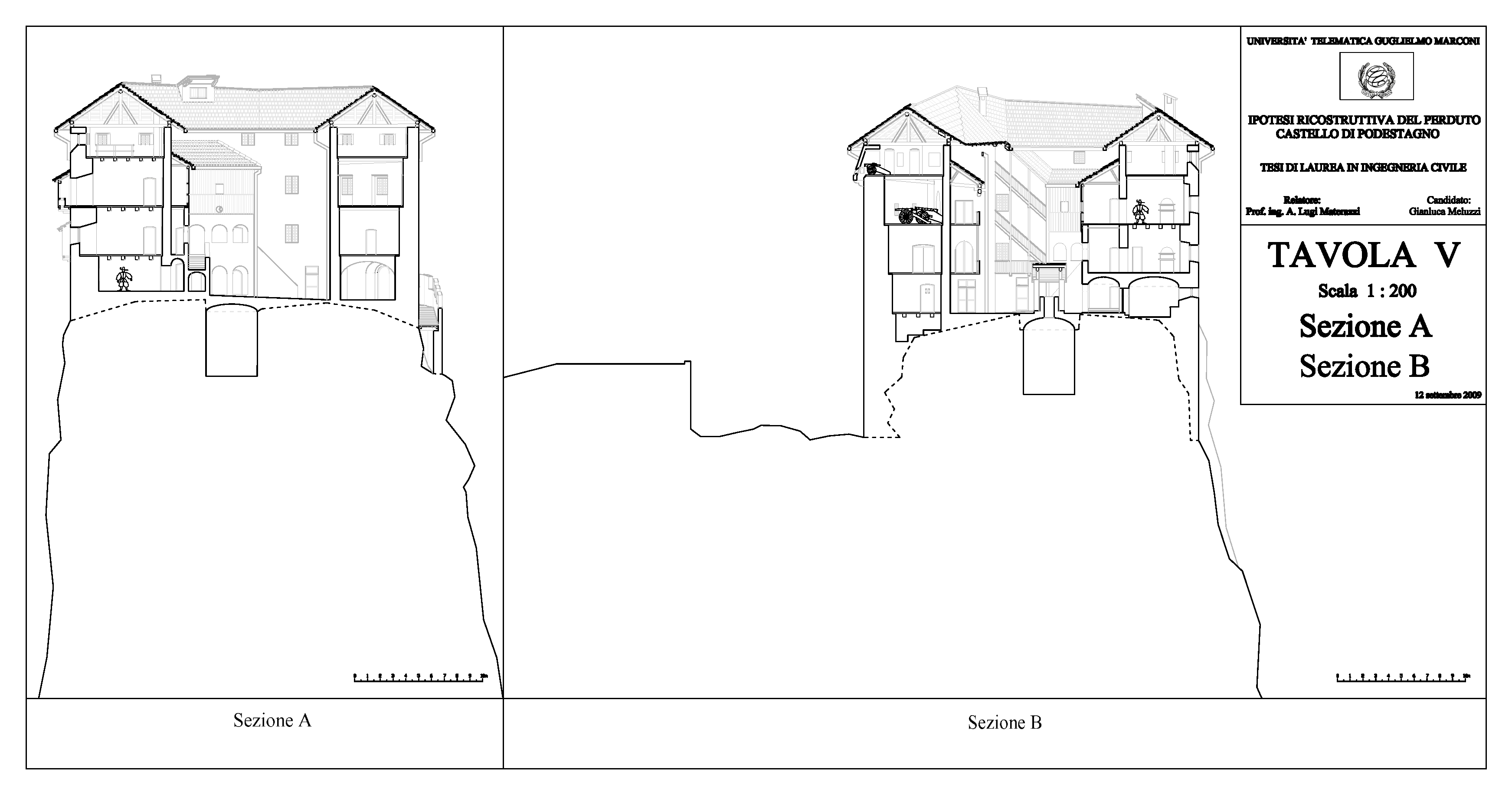
Ipotesi ricostruttiva, Gianluca Meluzzi, Università Guglielmo Marconi, Roma 2009.

## Voci correlate

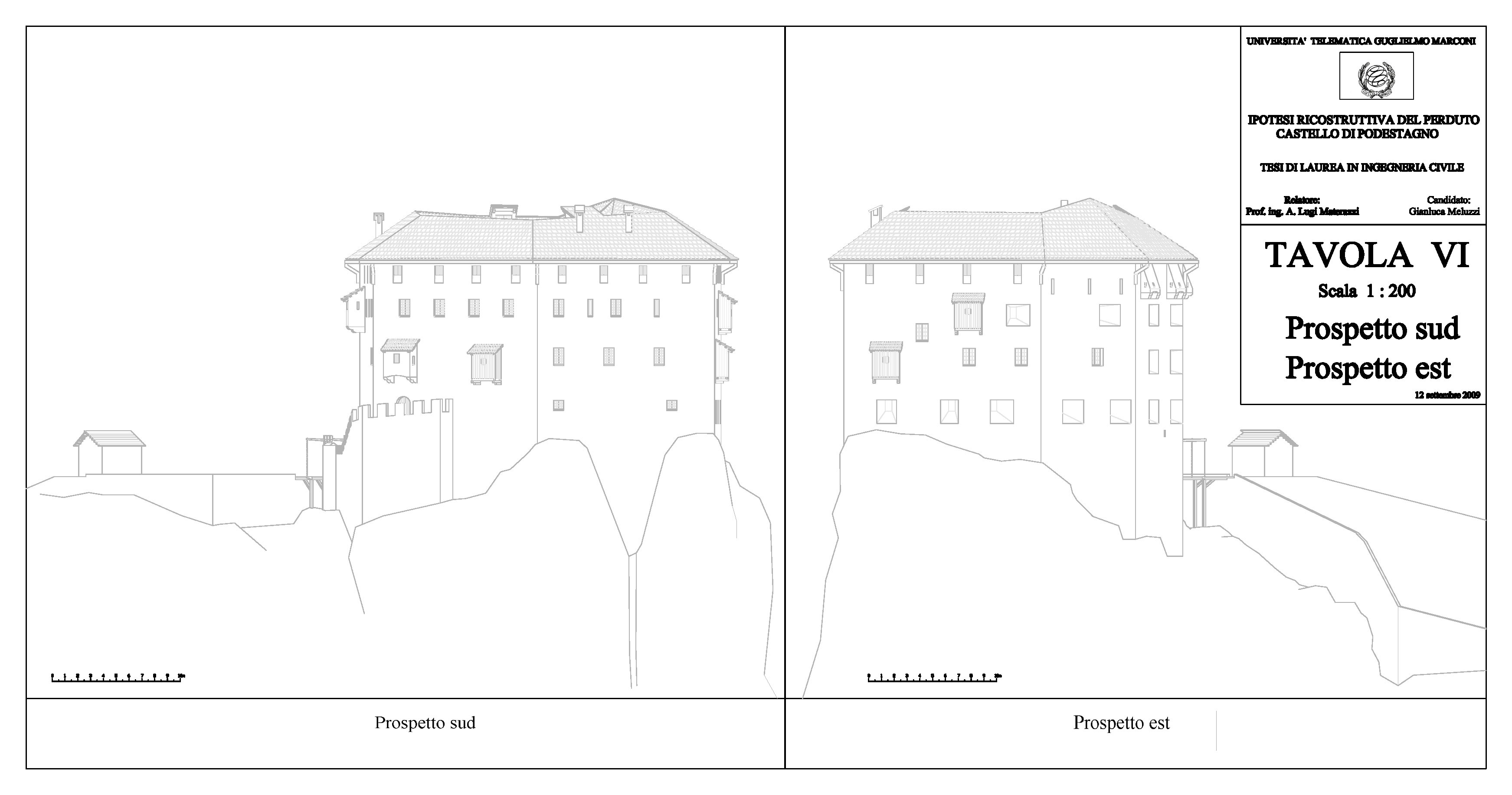
Ipotesi ricostruttiva, Gianluca Meluzzi, Università Guglielmo Marconi, Roma 2009.

## Collegamenti esterni

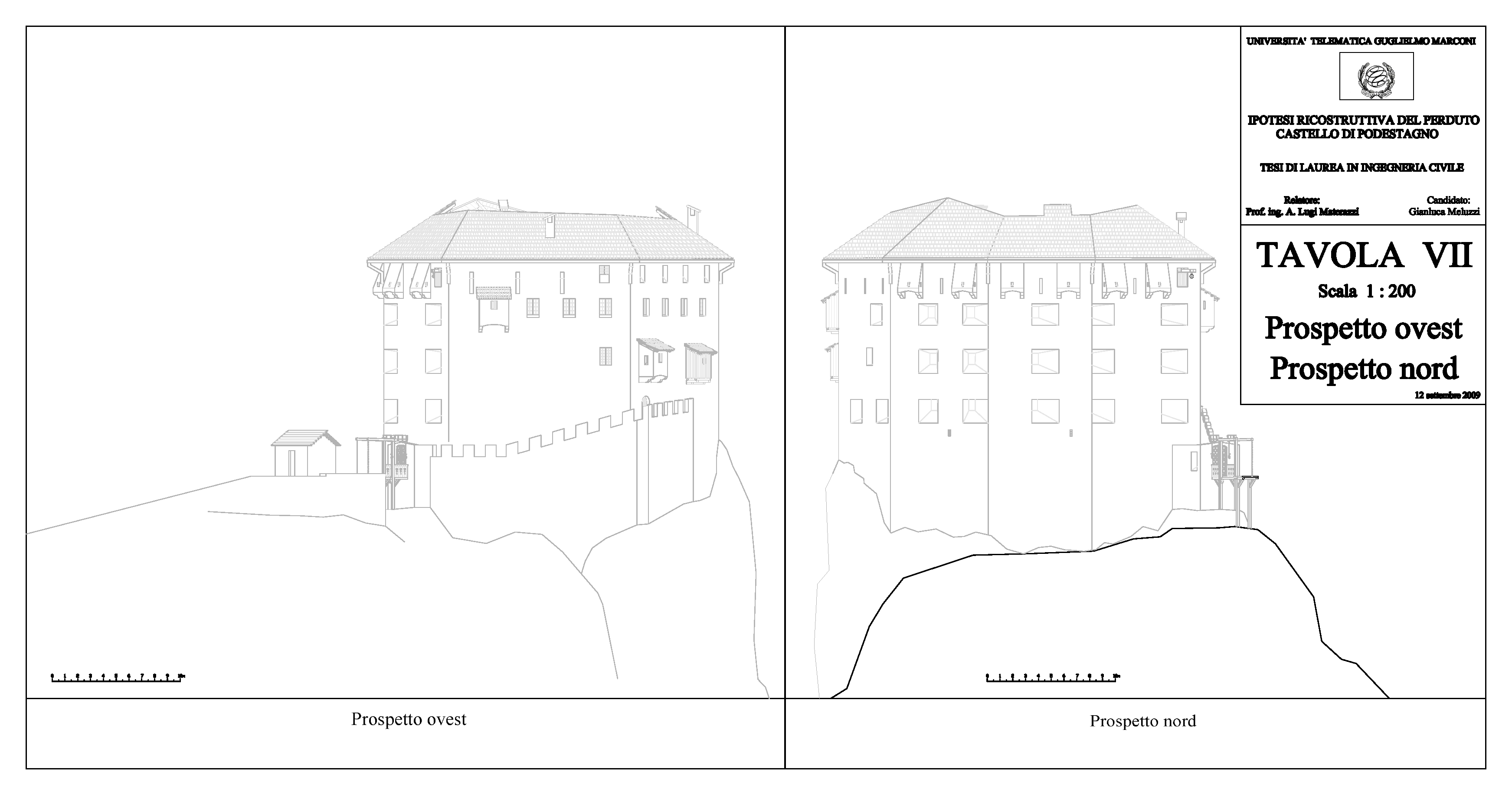
Ipotesi ricostruttiva, Gianluca Meluzzi, Università Guglielmo Marconi, Roma 2009.